# Hassan Heidarpour
Hassan Heidarpour (persisch حسن حیدرپور; * 31. Januar 1988) ist ein ehemaliger iranischer Leichtathlet, der sich auf den Sprint spezialisiert hat.

## Sportliche Laufbahn
Hassan Heidarpour nahm an einer internationalen Meisterschaft, den Hallenasienmeisterschaften in Hangzhou teil und gewann dort in 6,79 s die Bronzemedaille im 60-Meter-Lauf hinter seinem Landsmann Reza Ghasemi und Lai Chun Ho aus Hongkong.

## Persönliche Bestzeiten
- 100 Meter: 10,35 s, 5. Oktober 2011 in Teheran
  - 60 Meter (Halle): 6,59 s, 18. Februar 2012 in Hangzhou